# Tiro di corda
Per tiro di corda si intende un tratto di via di roccia e/o ghiaccio che parte da terra o da una sosta e segna un percorso lungo la parete, percorso che termina con l'arrivo ad un punto di fermata chiamato sosta.
Nel caso ci si trovi ad affrontare un monotiro, il tiro di corda è singolo, quindi il capocordata raggiunge la sosta, si autoassicura, fa passare la corda nella sosta e infine si fa calare a terra dal compagno.
A questo punto il compagno di scalata può decidere se:
- sfilare la corda e riaffrontare il monotiro da primo
- percorrere il monotiro in moulinette ossia salendo e sganciando tutti i rinvii (protezioni di progressione), ma mantenendo la corda passante nella sosta.

Nel caso in cui, invece, ci si trovi ad affrontare una via di più tiri di corda, il primo di cordata parte da terra e scala fino a raggiungere la sosta (se la via è tracciata, i punti di sosta sono già presenti in parete o comunque individuabili, mentre se si traccia una via nuova, prima o durante la progressione si deve individuare dove sostare, in base alla possibilità di punti di ancoraggio sicuri ed alla comodità del posto), si assicura a essa e, con le dovute manovre di corda, assicura la progressione del secondo di cordata.
Una volta che entrambi sono in sosta ed assicurati a essa, il primo di cordata parte per affrontare i successivi tiri di corda; una variante di questo schema, detta progressione a comando alternato, prevede che i due arrampicatori o alpinisti si scambino i ruoli.

## Lunghezza dei monotiri e delle corde
Oggi la maggior parte delle corde da arrampicata sportiva hanno una lunghezza di 70 metri, cosa che permette di percorrere monotiri lunghi fino a 35 metri. Una corda di tale lunghezza permette di arrampicare con sicurezza su quasi tutte le vie attrezzate di falesia, in Italia e all'estero (se una via richiedesse una corda più lunga, ciò dovrebbe venire specificato sulla guida cartacea che riporta le vie di arrampicata della zona).